# Петропавловский собор
Петропа́вловский собо́р (Собо́р святы́х апо́столов Петра́ и Па́вла) — православный храм в Петропавловской крепости в Санкт-Петербурге, усыпальница русских императоров, памятник архитектуры петровского барокко.
Автор проекта — архитектор Доменико Трезини. Возведён в 1712—1733 годах. Усыпальница династии Романовых с 1725 года. С 1733 до 2012 года собор высотой 122,5 м был самым высоким зданием Санкт-Петербурга, а до 1952 года — самым высоким в России.

## История

### Причины строительства
В 1703 году Пётр I заложил на берегу Финского залива Петропавловскую крепость. Пётр понимал, что новая Россия нуждается в архитектуре, способной выразить идеи времени. Стремясь усилить главенствующее положение молодой столицы среди городов России, государь задумал новое строение, которое поднялось бы выше колокольни Ивана Великого и Меншиковой башни. Новый храм должен был стать самым значительным сооружением столицы империи и находиться в самом сердце Петропавловской крепости.

### Строительство и дальнейшее существование

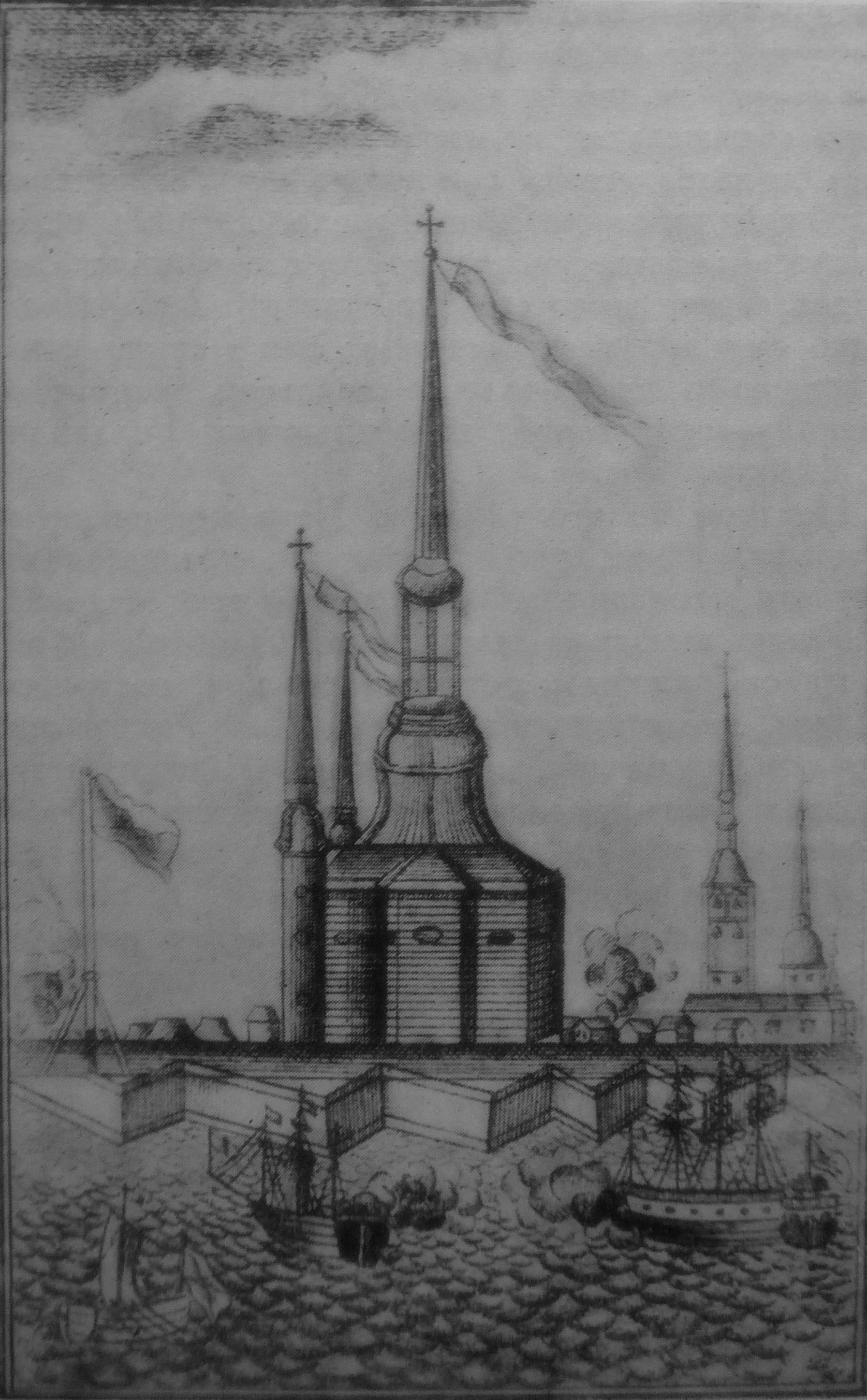
Деревянная Петропавловская церковь. Гравюра Г. А. Качалова

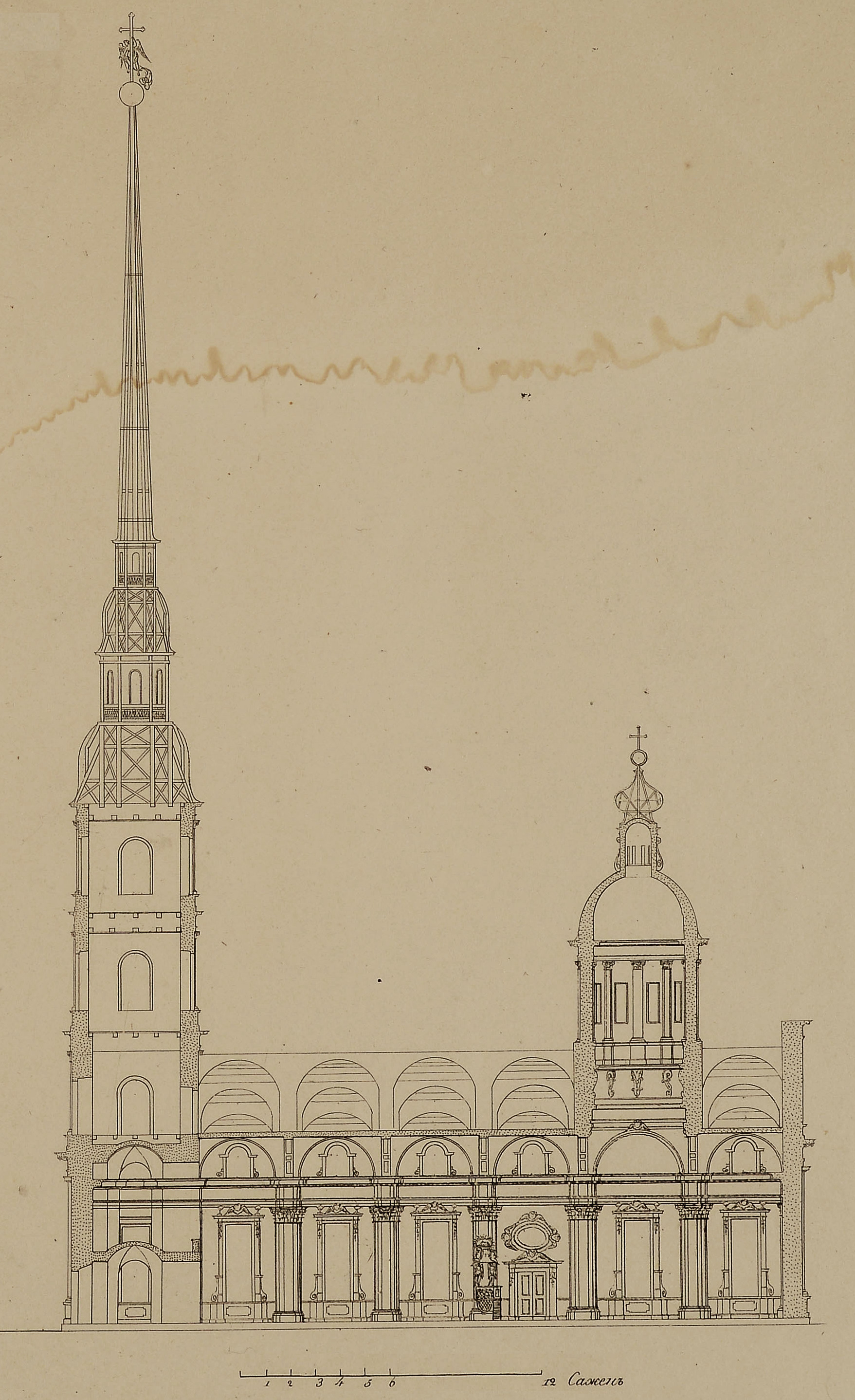
Петропавловский собор в разрезе, рисунок 1826 года

Строительство храма началось 29 июня (10 июля) 1703 года в день святых апостолов Петра и Павла (в XXI веке этот праздник отмечается 12 июля) на территории только что заложенной Петропавловской крепости. Освящение первой деревянной Петропавловской церкви состоялось 1 (12) апреля 1704 года. 14 (25) мая 1704 года здесь провели праздничную службу в честь победы фельдмаршала Б. П. Шереметева над шведскими судами на Чудском озере.
30 мая (10 июня) 1712 года был заложен каменный Петропавловский собор. Его строили таким образом, чтобы действующий деревянный храм оставался внутри новой постройки. Работой руководил швейцарский архитектор Доменико Трезини. В установке шпиля участвовал голландский мастер Харман ван Болос. По приказу Петра I строительство началось с колокольни. Из-за нехватки рабочих рук, бегства крестьян и недостатка рабочих материалов она была закончена только в 1720 году. Однако шпиль колокольни был укрыт листами золочёной меди позднее. В 1722 году царь Пётр с гордостью показывал свой «парадиз» «господам иностранным министрам», заставив их подняться на верхний ярус колокольни. Высота сооружения составляла 112 метров, что на 32 метра выше колокольни Ивана Великого. Весь собор был достроен только к 1733 году уже после смерти Петра I.
С учреждения в 1742 году Санкт-Петербургской епархии и до освящения в 1858 году Исаакиевского собора Петропавловский собор являлся кафедральным, затем был передан в придворное ведомство.
В 1756—1757 годах Петропавловский собор был восстановлен после пожара. В 1773 году освящён придел святой Екатерины. В 1776 году на колокольне были смонтированы куранты мастера Б. Оорта Краса из Голландии.
В 1777 году шпиль собора был повреждён бурей. Восстановительные работы велись архитектором Петром Патоном, новую фигуру ангела с крестом выполнил Антонио Ринальди. В 1830 году повреждённую фигуру ангела ремонтировал Пётр Телушкин, поднявшийся наверх без возведения строительных лесов.
В 1857—1858 годах деревянные конструкции шпиля были заменены металлическими (архитектор Константин Тон, инженеры Дмитрий Журавский, Александр Рехневский и Павел Мельников). Основной задачей была замена деревянных стропил на металлические на колокольне собора. Журавский предложил построить конструкцию в виде восьмигранной усечённой правильной пирамиды, связанной кольцами; он же разработал метод расчёта конструкции. После этого высота постройки увеличилась на 10,5 метров.
В 1864—1866 годах прежние царские врата заменены новыми, выполненными из бронзы (архитектор Александр Кракау); в 1875—1877 годах Джованни Больдини написал новые плафоны.
В 1919 году Петропавловский собор был закрыт, а в 1924 году превращён в музей, большинство ценных предметов конца XVII — начала XVIII веков (серебряная утварь, книги, облачения, иконы) было отдано в другие музеи.
В Великую Отечественную войну Петропавловский собор сильно пострадал. В 1952 году были отреставрированы фасады, в 1956—1957 годах — интерьеры. В 1954 году здание было передано Музею истории Санкт-Петербурга.
С 1990-х годов в Петропавловском соборе регулярно проходят панихиды по российским императорам, с 2000 года — богослужения. В 2008 году в соборе было проведено первое после 1917 года пасхальное богослужение. В настоящее время настоятелем храма служит архимандрит Александр (Фёдоров), являющийся также председателем епархиальной комиссии по архитектурно-художественным вопросам.

## Архитектура

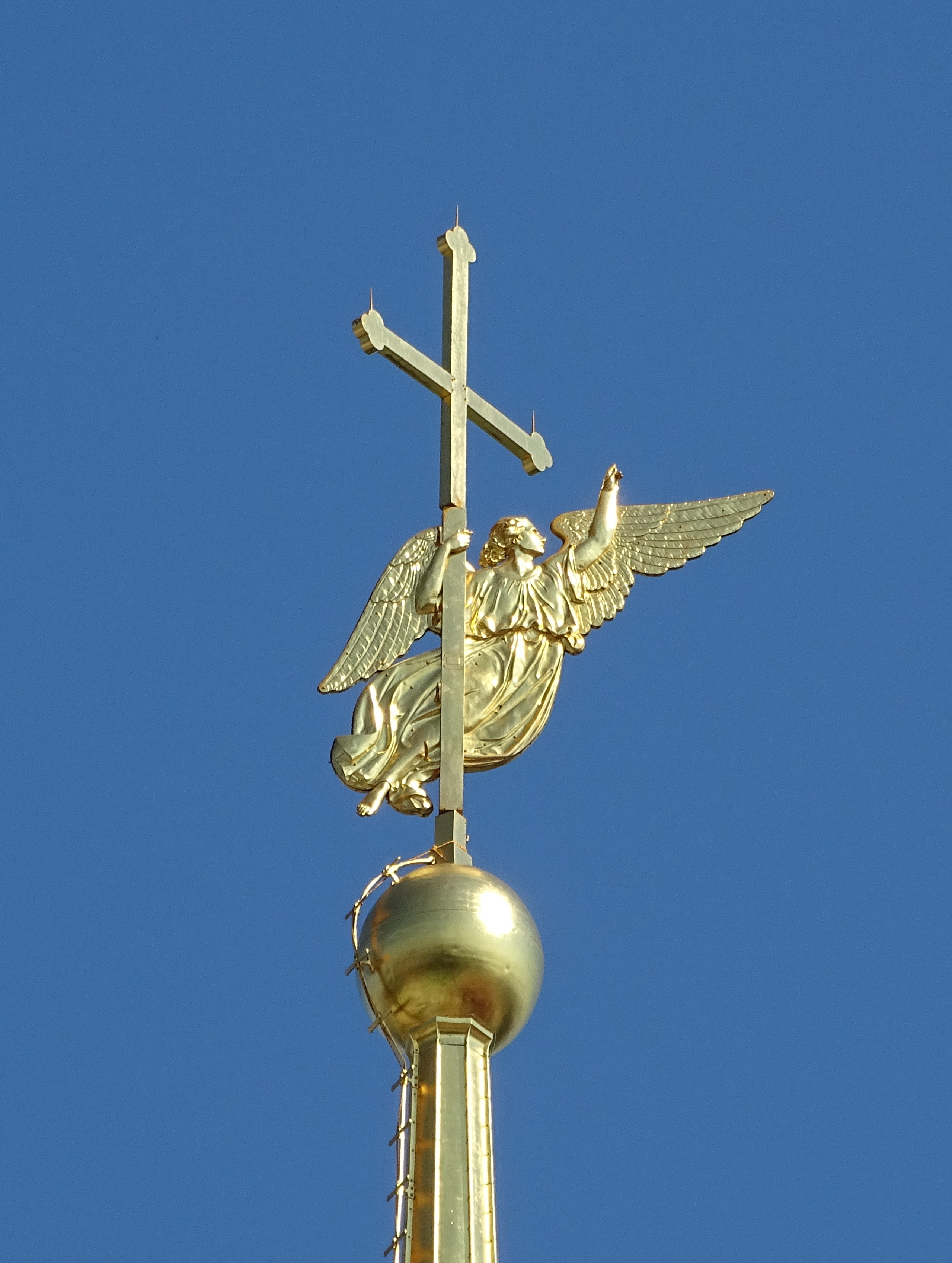
Ангел на шпиле Петропавловского собора

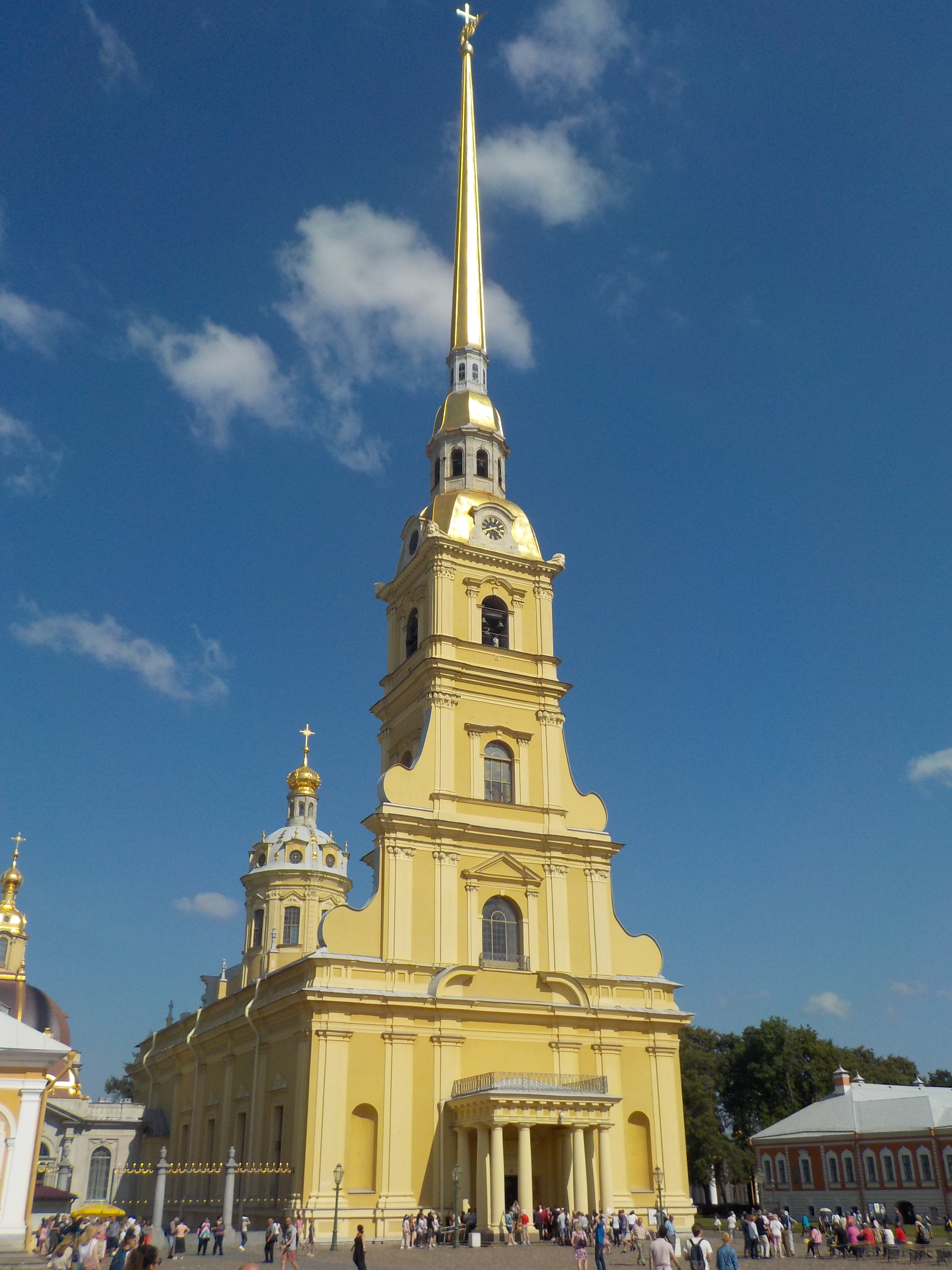
Петропавловский собор

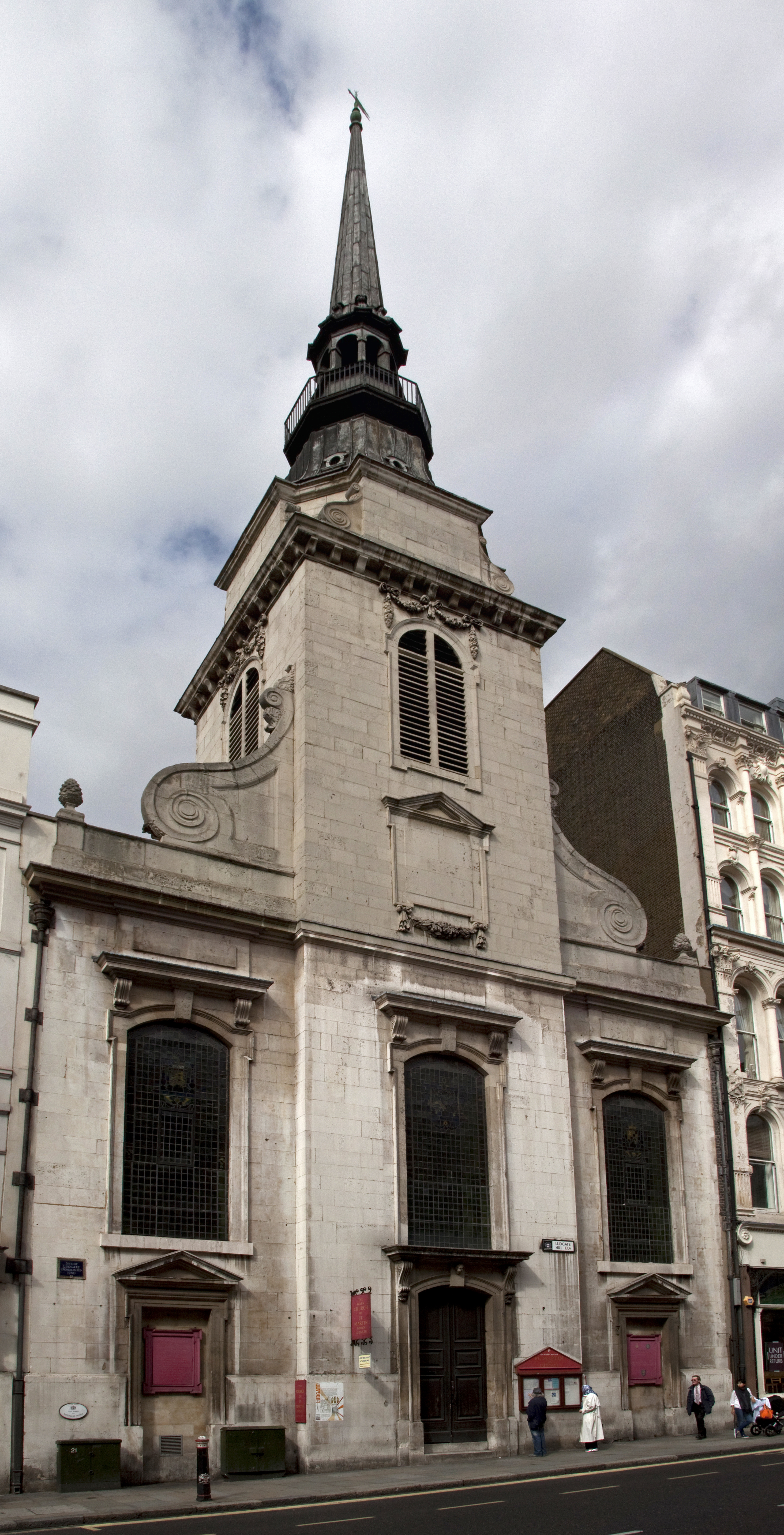
Церковь Святого Мартина в Лондоне. Один из прототипов Петропавловского собора. 1677—1684. Архитектор К. Рен

По своему плану и внешнему виду Петропавловский собор не похож на православные крестово-купольные или шатровые церкви. Храм представляет собой вытянутое с запада на восток прямоугольное здание, базилику «зального» типа, характерное для западноевропейской архитектуры. Длина постройки — 61 метр, ширина — 27,5 метров.
Его экстерьер — прост и выразителен. Стены оформлены лишь плоскими пилястрами и маскаронами херувимов на наличниках окон. На восточном фасаде размещена фреска художника П. Титова «Предстояние апостолов Петра и Павла перед Христом». Западный фасад, который является основанием колокольни, украшен шестью пилястрами с двух сторон от главного входа — портика. Над предалтарной частью расположен барабан с куполом. Главенствующая часть собора — колокольня на западном фасаде, декорированная пилястрами. Первые 2 яруса раздаются вширь и тем самым формируют плавный переход от основного здания собора к высокой башне. Верхняя часть башни увенчана золочёной восьмискатной крышей с четырьмя круглыми окнами в массивных белокаменных рамах. Над крышей располагается восьмигранный барабан с узкими вертикальными проёмами. Над ним — высокая, тоже восьмигранная, золотая корона, а на ней вместо традиционного креста — тонкая золотая башенка, служащая основанием 40-метрового шпиля. На самом верху установлена фигура ангела с крестом (высота креста около 6,5 метров). Высота фигуры — 3,2 метра, размах крыльев — 3,8 метра, а масса — около 250 кг. Колокольня, помимо прочего, является одним из главных высотных ориентиров города. Петропавловский собор, высота которого — 122,5 метра, долгое время оставался самым высоким зданием в Санкт-Петербурге.
Собор многократно ремонтировали и перестраивали. Поэтому реконструкция его изначального вида крайне затруднена. Эскиз под влиянием зарубежных впечатлений Великого посольства 1697—1698 годов сделал сам царь. Первый проект Петр I заказал шведскому архитектору Никодемусу Тессину Младшему (1654—1728) по образцу собора в Стокгольме. Рисунок ангела, венчающего шпиль (отличный от ныне существующего) сделал Трезини по образцу флюгера ратуши в Маастрихте (ныне существующий, четвёртый по счету ангел после пожара 1756 года и последующих переделок был сделан в 1857 году по рисунку скульптора Роберта Залемана). В результате перестроек высота шпиля была значительно увеличена, а изначально высокая кровля на голландский манер «с переломом» понижена. В результате существенно исказились пропорции, уродливо стал выглядеть непомерно высокий барабан с маленьким куполом. На западном фасаде добавили вторую, верхнюю пару волют. Колокольня претерпела значительные изменения (перестройки 1757—1776 и 1857—1859 годов). Пристроенный входной портик исказил задуманную композицию западного фасада. Проектные чертежи храма не сохранились, однако известно, что царь приказывал отдавать чертежи «архитектов» граверам, чтобы те изображали ещё не построенные здания как действительно существующие. Считается[кем?], что наиболее достоверное изображение Петропавловского собора до позднейших перестроек имеется на гравюре по рисунку Михаила Махаева 1753 года. Известно, что Махаев пользовался чертежами собора 1747—1748 годов. Двухъярусная колокольня в проекте Трезини, как это видно на гравюре, представляла собой автономный объём, несколько заглублённый по отношению к барочному фасаду, причём не русского, а западного, башенного типа. Это становится особенно заметно в сравнении с ярусной башней церкви Архангела Гавриила в Москве (Меншиковой башни), непосредственно предшествующей петербургским колокольням. Ярусные колокольни традиционны для русской архитектуры. Исследователи считают[кто?], что изначально планировалась колокольня именно западноевропейского, башенного типа. Один из вариантов первого проекта Трезини (возможно, неосуществленный в натуре) представлен на гравюре Алексея Зубова (1727). Аналогичную колокольню Трезини проектировал для Александро-Невского монастыря близ Петербурга, также запечатлённую на гравюре Зубова.

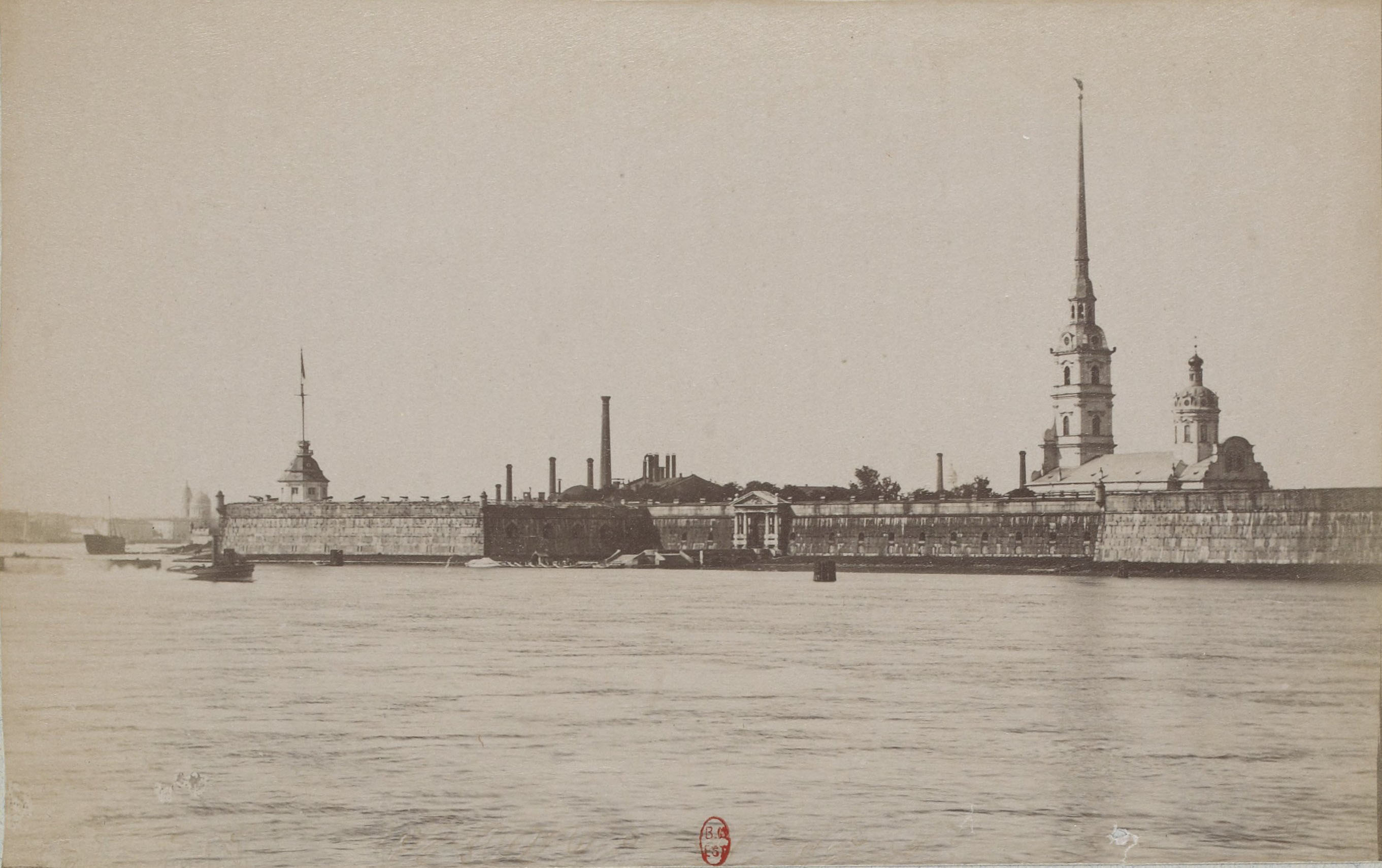
Петропавловский собор в 1870-х годах

Одним из прототипов Петропавловского собора Борис Виппер считал здание биржи в Копенгагене, где до приезда в Россию работал Трезини. В качестве ближайших прототипов колокольни называют башню церкви Святого Петра в Риге (1688—1690; её царь Пётр видел в начале первого путешествия за границу), церкви Сент-Мэри-ле-Бау (1670—1683, К. Рен) и Сент-Мэри-ле-Стрэнд (1714—1717, Дж. Гиббс) в Лондоне. Наибольшее сходство с Петропавловским собором имеет лондонская церковь Святого Мартина, построенная Кристофером Реном в 1677—1684 годах (царь Пётр встречался с архитектором Реном в Лондоне). Она имеет квадратную в плане башню с волютами по сторонам и завершена высоким шпилем. Причём башня, что весьма необычно для классической архитектуры, размещена в одной плоскости с западным фасадом. В средневековой итальянской архитектуре колокольня (кампанила) размещается отдельно от здания церкви, как правило, с южной стороны. В немецких и в большинстве английских храмов, а также в барочных соборах Италии, башня или барабан с куполом смещены в глубину и находятся над средокрестием. В композиции западного фасада Петропавловского собора, его нижнего яруса, представленного на гравюре по рисунку Махаева, (если мысленно убрать нелепый портик) отчётливо виден ещё один прототип, фасады церквей римского барокко (или стиля иезуитов), в частности Иль Джезу, Сант Иньяцио и типовых проектов Карло Мадерно.
Примечательно, что Трезини, не обладая яркой творческой индивидуальностью, ничего не копировал и его нельзя упрекнуть в примитивном компиляторстве. «Смелость Трезини, — писал Борис Кириков, — заключалась уже в решительном объединении разнородных по происхождению элементов, сплавленных в новое целое. Он дерзко водрузил прямо над итальянским фасадом северную башню», чем превзошёл сам себя. При этом и католика Трезини, и православного царя Петра нисколько не смутило соединение в церковном здании элементов, характерных для католических и лютеранских храмов. Оригинальный тип шпиля-мачты, более заострённого в сравнении с североевропейскими образцами, также можно считать родившимся на берегах Невы. Такие шпили не случайно украшали вымпелами, которые перекликались с вымпелами мачт плывущих по Неве кораблей. «Игловидные» шпили, деревянные, обитые медными листами, простейшим способом и с наименьшими затратами создавали романтический и представительный образ нового города.

## Внутреннее убранство
Внутреннее пространство храма разделено пилонами на три нефа мощными колоннами, расписанными под мрамор, и напоминает парадный зал. При его оформлении использовались мрамор, яшма, родонит. Пол собора вымощен известняковыми плитами. Роспись стен принадлежит художникам Воробьёву и Негрубову. Лепной декор собора выполнили Игнацио Росси и Антонио Квадри, плафоны в центральном нефе — Пётр Зыбин, картины на евангельские сюжеты на стенах собора под общим руководством Андрея Матвеева нарисованы художниками Георгом Гзеллем, Василием Ярошевским, Михаилом Захаровым, В. Игнатьевым, Иваном Бельским, Д. Соловьёвым, Александром Захаровым . Пространство собора освещается пятью паникадилами из позолоченной бронзы, цветного венецианского стекла и горного хрусталя. Паникадило, висящее перед алтарём, является подлинником XVIII века, остальные восстановлены после Великой Отечественной войны.

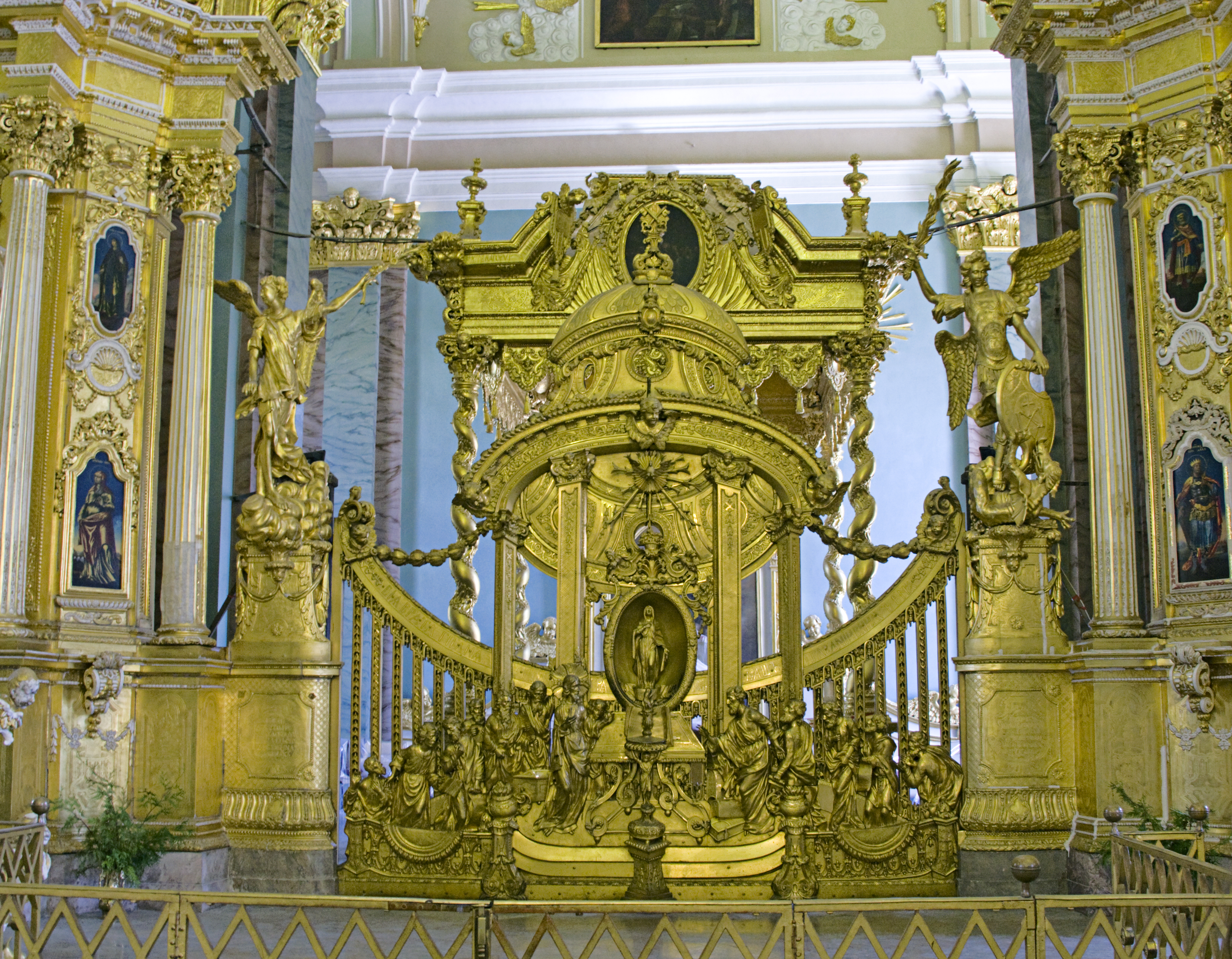
Царские врата в Петропавловском соборе

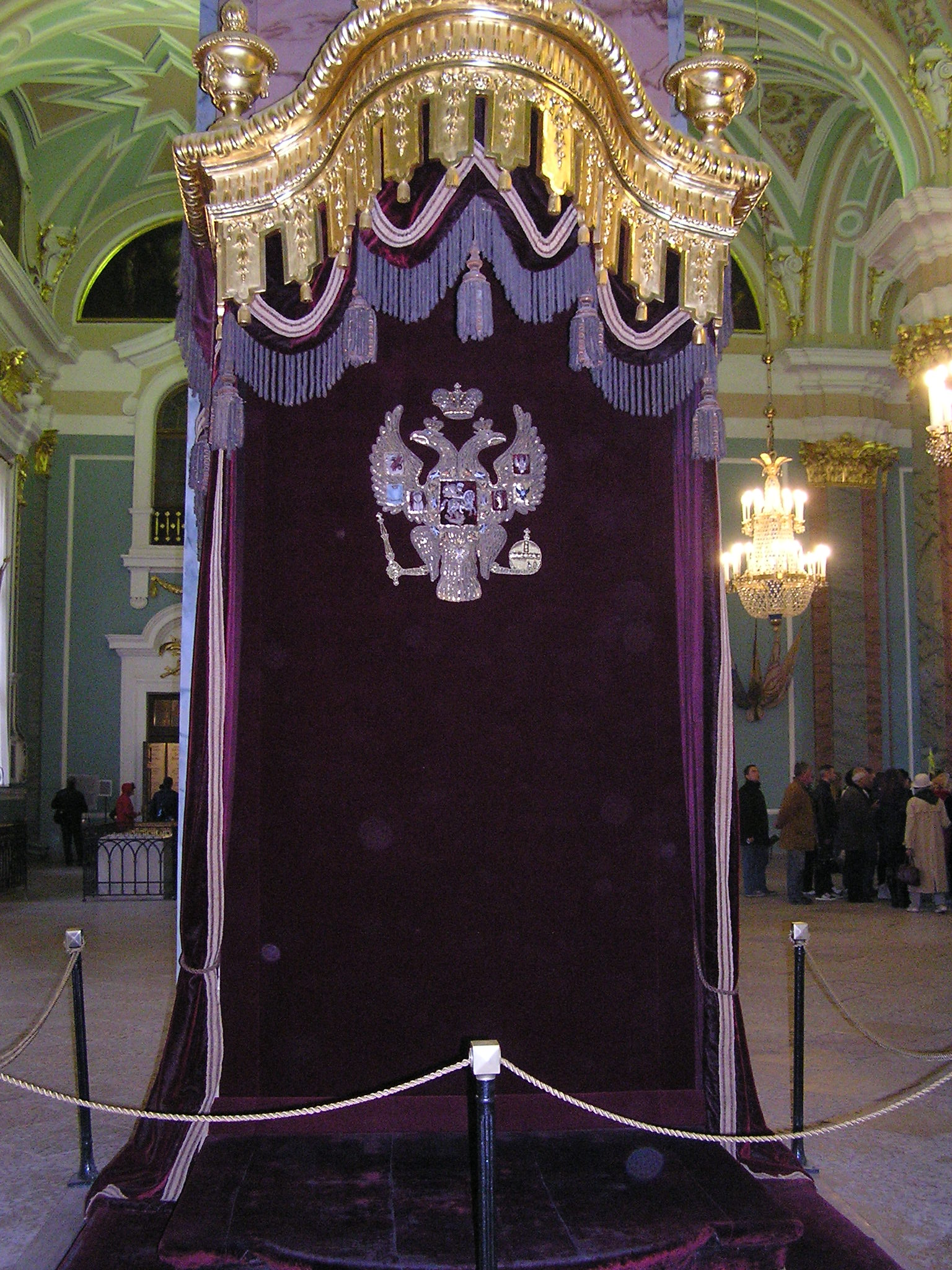
Петропавловский собор. Царское место

Позолоченный резной иконостас высотой почти 20 м исполнен в 1722—1726 годах в Москве. Первоначальный чертёж иконостаса принадлежит Доменико Трезини. Изготовление иконостаса выполнялось под руководством архитектора Ивана Зарудного резчиками Трофимом Ивановым и Иваном Телегой. По частям иконостас перевозили в Петербург. Сорок три иконы, размещённые в киотах, были написаны в 1726—1729 годах московскими иконописцами М. А. Меркурьевым и Ф. Артемьевым. Это образы святых покровителей Петербурга: святого Александра Невского, апостолов Петра и Павла, святых князей из династии Рюриковичей (князя Владимира, княгини Ольги, мучеников Бориса и Глеба). Иконы были написаны по эскизам М. Аврамова, организатора и директора Петербургской типографии и Рисовальной школы. Иконостас был изготовлен в Оружейной палате Кремля, по частям привезён из Москвы, а смонтирован в соборе. Все декоративные детали и скульптурные элементы иконостаса вырезаны из липы, каркас конструкции выполнен из лиственницы.
Иконостас Петропавловского собора представляет собой весьма необычное сооружение. Вопреки традициям древнерусского искусства иконостас выглядит не алтарной преградой в виде сплошной стены из икон, а открытой со всех сторон древнеримской триумфальной аркой, выражающей в аллегорической форме идею победы России в Северной войне со Швецией. В иконостас Петропавловского собора, наряду с орнаментальной резьбой, введена объёмная скульптура, по сторонам от Царских врат расположены фигуры архангелов Гавриила с пальмовой ветвью и Михаила с пламенеющим мечом, попирающим дракона. По сторонам от центральной иконы Воскресения Христова находятся изображения Давида и Соломона, а на верху — ангелы вокруг Господа Саваофа. Сложная иконография этого сооружения выявляет две основные темы — триумфальную и династическую. Царские врата иконостаса напоминают садовую калитку в Версале, они не закрывают, а, напротив, открывают вид на сень (киворий), поднятую над престолом на четырёх витых колоннах, подобно балдахину средокрестия собора Святого Петра в Ватикане. Верхняя часть иконостаса эффектно уходит в подкупольное пространство храма.
Исследователи отмечают также, что распространение в русской церковной архитектуре «низких иконостасов» связано с представлениями об «убранстве алтарных апсид в раннехристианских церквах», а позднее, в связи с «греческим проектом» императрицы Екатерины II, — с образами византийских темплонов (одноярусных алтарных преград) «с прямой или изогнутой в плане колоннадой». С другой стороны, очевидны стилеобразующие связи с западноевропейскими католическими и протестантскими храмами. Так, например, кафедра, круглая скульптура, капители и другие детали в интерьере Петропавловского собора напоминают аналогичные формы в архитектуре немецкого барокко XVII—XVIII веков. Другой, похожий иконостас И. П. Зарудный создал в 1721—1725 годах для церкви Св. Великомученика Пантелеймона в Ораниенбауме (иконостас погиб во время Великой Отечественной войны, воссоздан в 2017 году). Ещё один, в подражание петербургскому, создан по проекту русского актёра Ф. Г. Волкова для церкви Николы Надеина (купца Надеи, заказчика храма) в Ярославле в 1751 году.

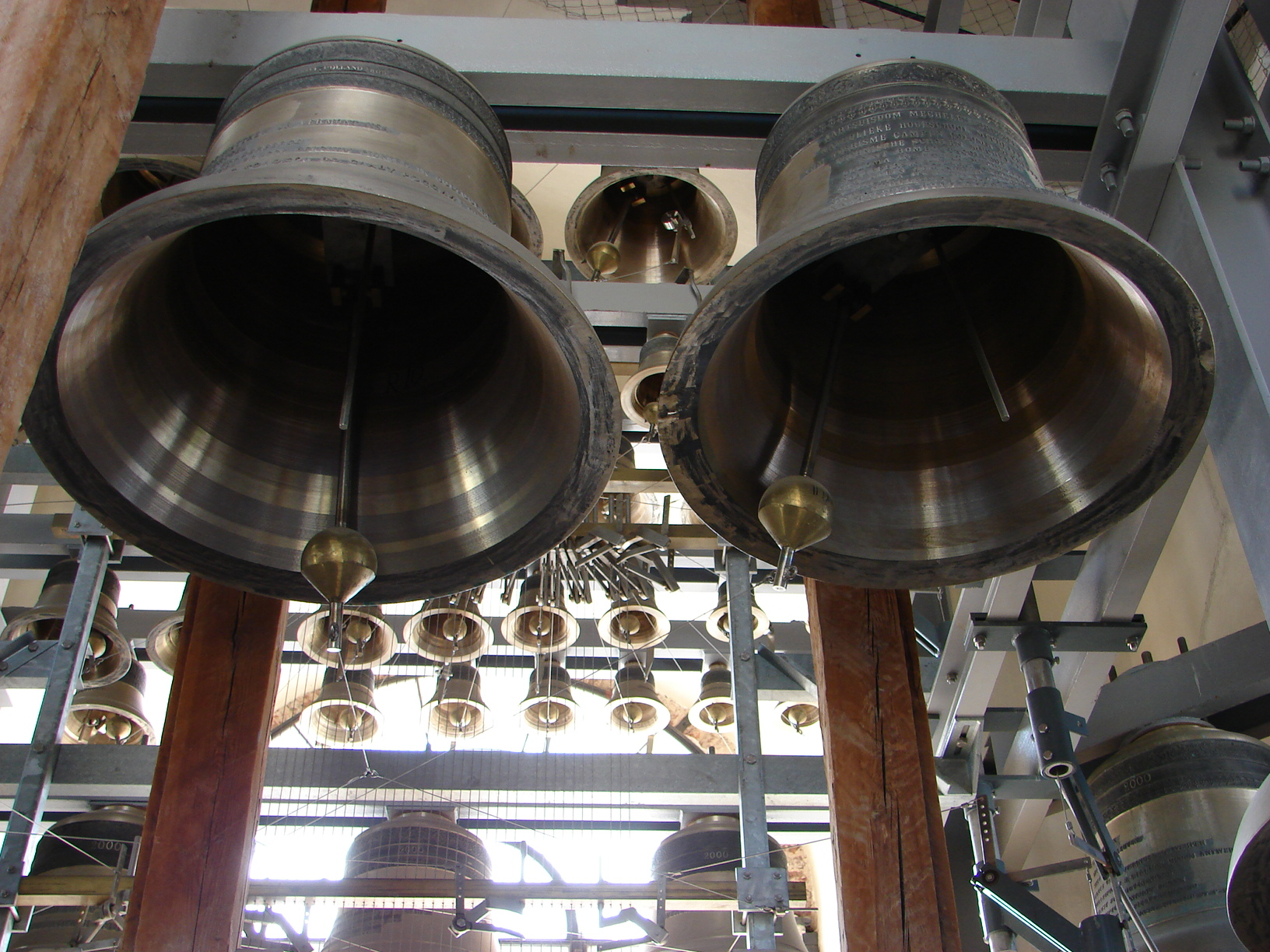
Карильон колокольни собора

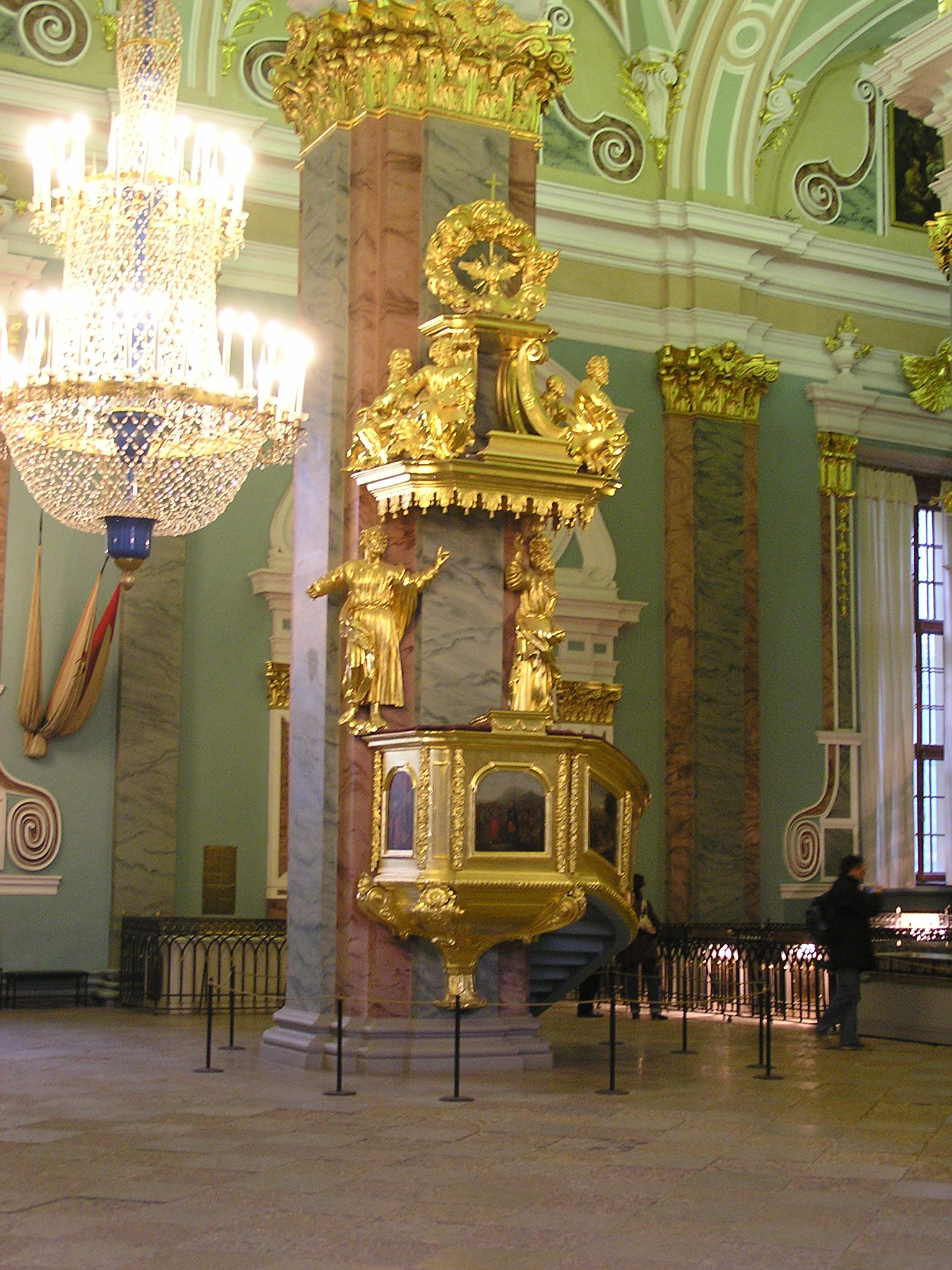
Кафедра

Напротив алтаря у левой колонны Петропавловского собора в Санкт-Петербурге находится позолоченная кафедра для произнесения проповедей. Деревянная кафедра выполнена в 1732 году мастером Николасом Краскопом в формах западноевропейского стиля барокко. Наличие подобного возвышения для чтения проповедей в православном храме обусловлено западным влиянием. На кафедру ведёт винтовая деревянная лестница, украшенная картинами, тематика которых иллюстрирует библейское изречение «В начале было Слово». Сень над кафедрой украшают скульптурные изображения апостолов Петра и Павла и четырёх евангелистов. Венчает композицию распростёрший крылья голубь — символ Св. Духа и Божественного Слова. От Слова к Духу — такова основная идея убранства кафедры. Симметрично кафедре (у правой колонны) располагается Царское место, предназначенное для императора и снабжённое атрибутами монархической власти (скипетром, мечами и короной).
Долгое время Петропавловский собор являлся памятником славы русского оружия. Здесь на протяжении двух столетий хранились трофейные знамёна, ключи от захваченных русскими войсками городов и крепостей. В начале XX века эти реликвии были переданы в Эрмитаж. Теперь в соборе представлены копии шведских и турецких знамён. Храм имеет два престола. Главный из них освящён во имя святых апостолов Петра и Павла. Второй престол находится в юго-западном углу и освящён в честь святой великомученицы Екатерины.
На колокольне располагается 103 колокола, из них 31 сохранился с 1757 года. Там же установлен карильон. Периодически в Петропавловской крепости проходят концерты карильонной музыки.

## Императорская усыпальница

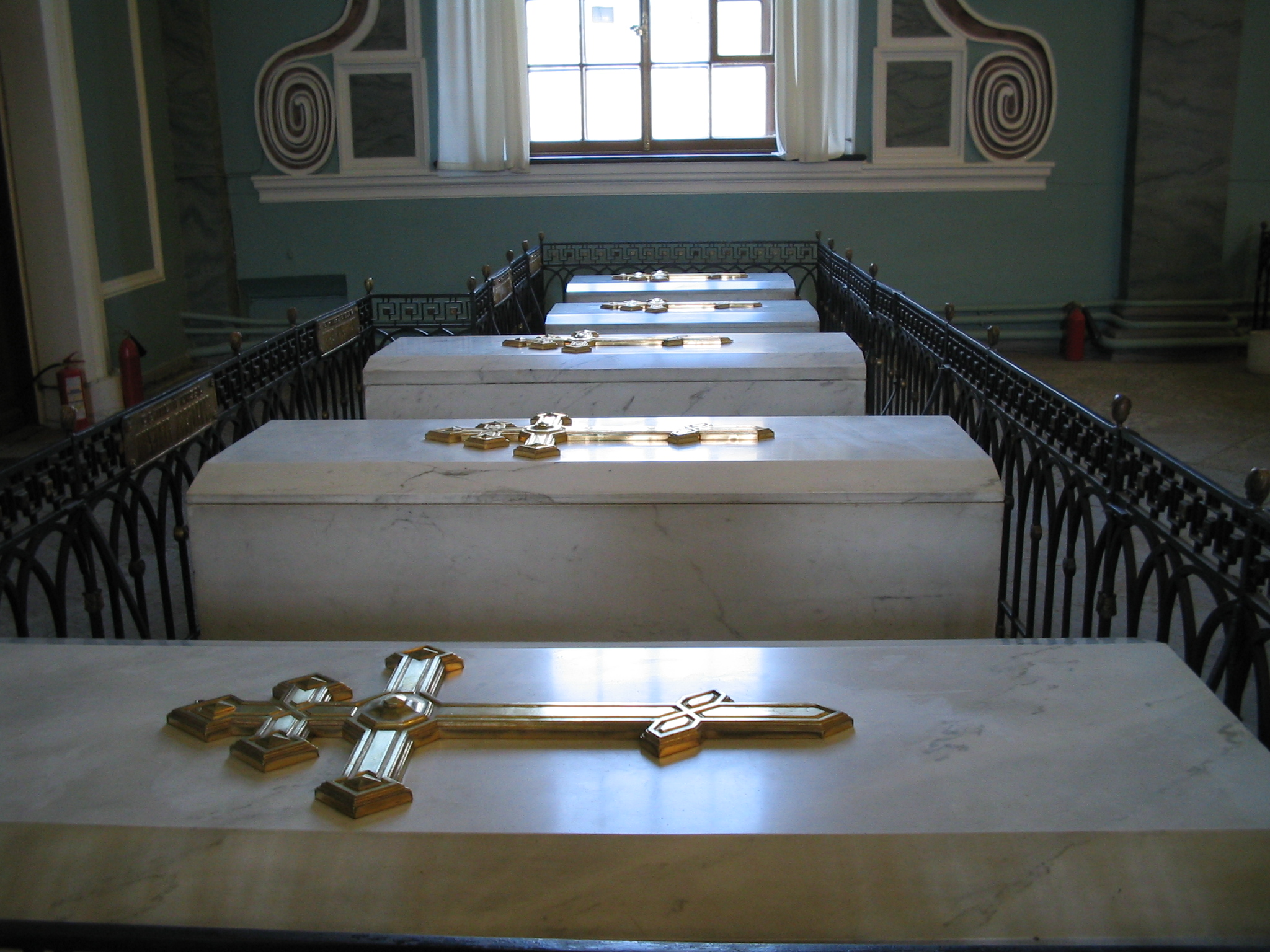
Царские саркофаги внутри Петропавловского собора

Обычай хоронить членов правящей династии в храмах основывался на представлении о божественном происхождении их власти. В допетровской Руси храмом-усыпальницей являлся Архангельский собор Московского Кремля, там похоронены все великие московские князья и цари от Иоанна Калиты до Иоанна V Алексеевича.
Во времена Петра I место погребения лиц, принадлежавших к царской фамилии, не было окончательно определено. Царских родственников хоронили в Благовещенской усыпальнице. В недостроенном Петропавловском соборе в 1715 году похоронили 2-летнюю дочь Петра I и Екатерины Наталью, а под колокольней — супругу царевича Алексея Петровича принцессу Шарлотту Христину Софию Брауншвейг-Вольфенбюттельскую (1694—1715). Там же в 1718 году предали земле останки самого царевича. В 1716 году у входа в собор похоронена Марфа Матвеевна, вдова царя Фёдора Алексеевича.

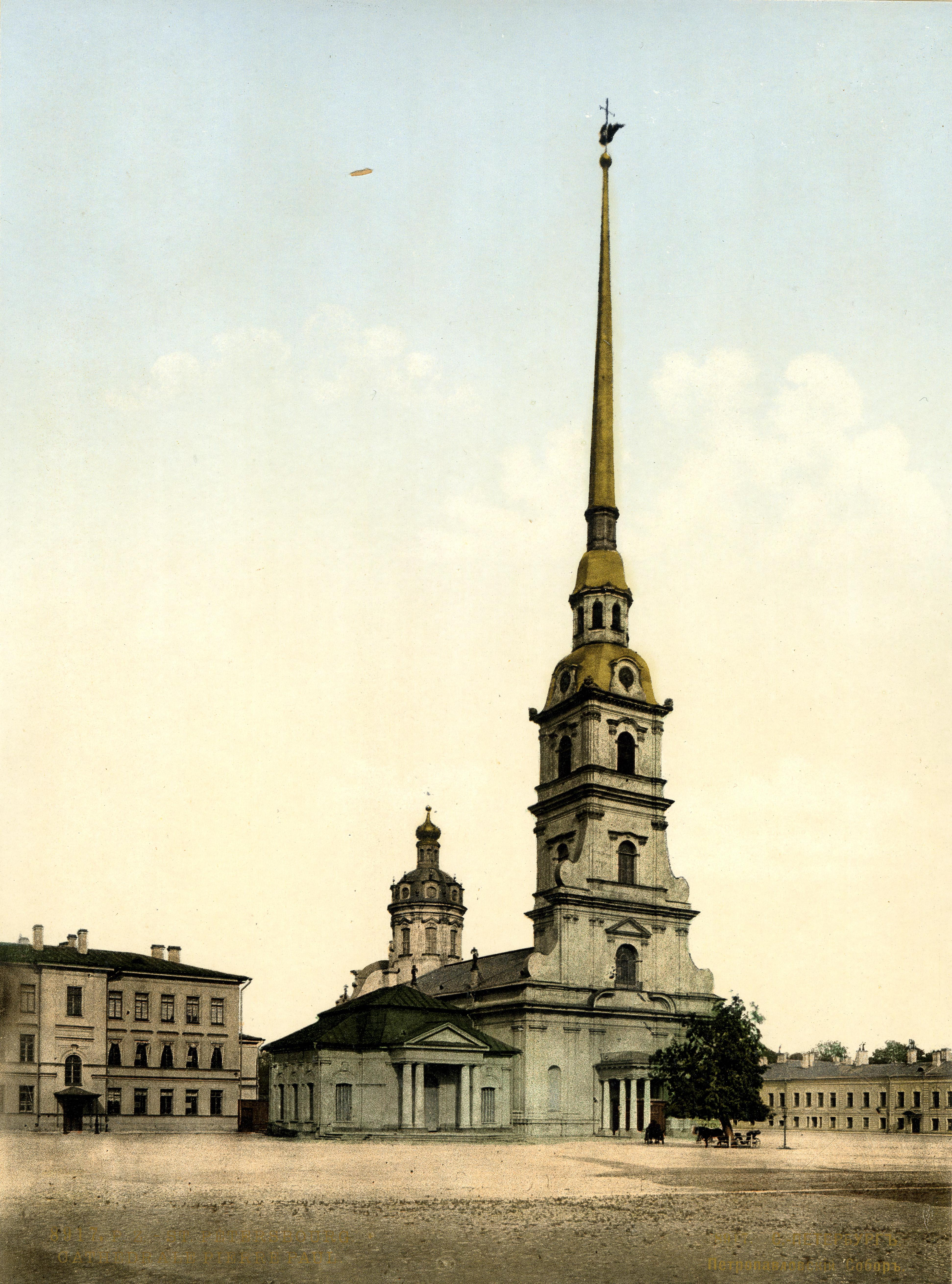
Петропавловский собор в конце XIX века

После смерти Петра I гроб с его телом был помещён во временной часовне внутри строившегося собора. Погребение состоялось лишь 29 мая 1731 года. В дальнейшем в усыпальнице были похоронены все императоры и императрицы до Александра III включительно, за исключением умершего в Москве и похороненного в Архангельском соборе Петра II и убитого в Шлиссельбурге в 1764 году Ивана VI, место захоронения последнего не известно до сих пор.
В 1831 году император Николай I повелел похоронить в соборе своего брата Константина Павловича. С этого времени в соборе стали погребать близких родственников императоров.
В 1865 году все надгробия были заменены однотипными беломраморными саркофагами с бронзовыми позолоченными крестами (архитекторы Август Пуаро, Андрей Гун). Императорские саркофаги украшены двуглавыми орлами. Два саркофага изготовлены на Петергофской гранильной фабрике. В 1887—1906 годах по заказу Александра III были изготовлены саркофаги для родителей императора: саркофаг Александра II из зелёной яшмы и саркофаг императрицы Марии Александровны из розового орлеца.
13 марта 1990 года, в день 109-й годовщины со дня гибели императора Александра II впервые за годы советской власти была отслужена панихида по Царю-Освободителю.
17 июля 1998 года в Екатерининском приделе, в юго-западной части собора, преданы земле останки, по заключению Государственной комиссии, принадлежащие Николаю II, императрице Александре Фёдоровне, великим княжнам Татьяне, Ольге и Анастасии, убитым в Екатеринбурге в 1918 году. Эти останки не были признаны Русской православной церковью. Вместе с ними погребены лейб-медик Евгений Боткин, лакей Алоизий Трупп, повар Иван Харитонов, горничная Анна Демидова.
28 сентября 2006 года в храме перезахоронили мать Николая II, императрицу Марию Фёдоровну, которая скончалась в Дании в 1928 году.
Ежегодно в соборе совершаются панихиды: 5 января — Елизавета Петровна (†1761); 30 января — убиенные Великие Князья (†1918); 10 февраля — Пётр I (†1725); 3 марта — Николай I (†1855); 14 марта — Александр II (†1881); 24 марта — Павел I (†1801); 19 мая — Екатерина I (†1727); 19 июля — Пётр III (†1762); 13 октября — императрица Мария Феодоровна (†1928); 30 октября — императрица Анна Иоанновна (†1740); 2 ноября — Александр III (†1894); 20 ноября — Екатерина II (†1796); 2 декабря — Александр I (†1825).

## Изображение собора в культуре

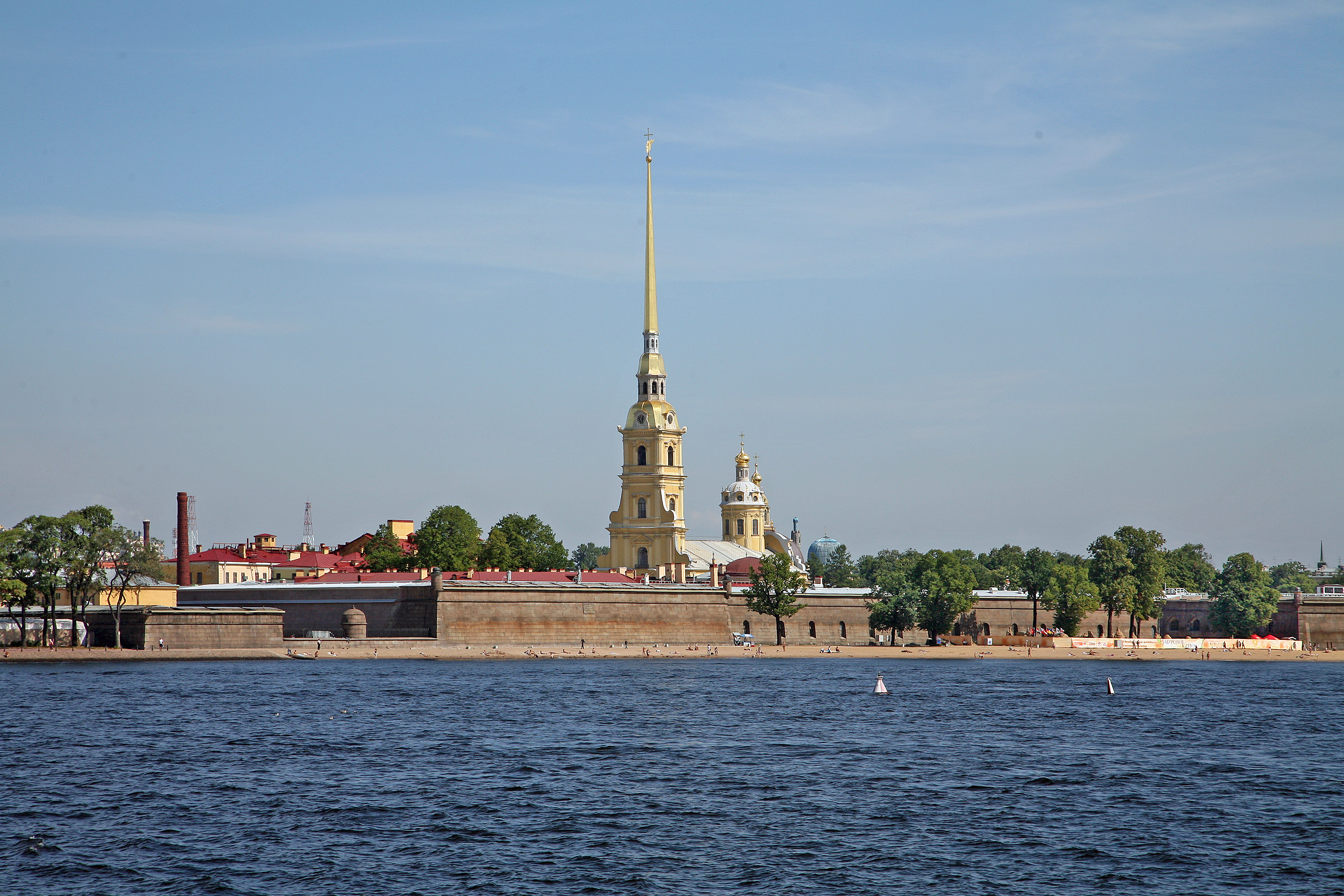
Собор и крепость с противоположного берега Невы

В селе Сомино Бокситогорского района Ленинградской области находится одноимённый собор, который венчает уменьшенная копия ангела Петропавловского собора.
Петропавловский собор изображён на заднем плане лицевой стороны современной 50-рублёвой российской банкноты, а чуть ранее — на российской банкноте в 50000 рублей образца 1995 года.
Изображение ангела на шпиле Петропавловского собора было логотипом телеканала «Петербург» с 2001 по 2004 год.